# Tilia oliveri
Tilia oliveri Szyszył. – gatunek drzewa z rodziny ślazowatych. Występuje naturalnie w Chinach – w prowincjach Gansu, Hubei, Hunan, Shaanxi oraz Syczuan. 

## Morfologia
PokrójZrzucające liście drzewo dorastające do 6–14 m wysokości.
LiścieBlaszka liściowa ma kształt od owalnie trójkątnych do owalnie okragłych. Mierzy 6–12 cm długości oraz 4,5–10 cm szerokości, jest piłkowana na brzegu, ma nasadę od sercowatej do ściętej i wierzchołek od ostrego do spiczastego. Ogonek liściowy jest nagi i ma 15–50 mm długości.
KwiatyZebrane po 7–14 w wierzchotkach wyrastających z kątów eliptycznych podsadek o długości 5–8 cm. Mają 5 działki kielicha o owalnie trójkątnym kształcie i dorastające do 5–6 mm długości. Płatków jest 5, mają odwrotnie jajowaty kształt i osiągają do 6–7 mm długości. Pręcików jest około 45.
OwocOrzeszki mierzące 7–10 mm średnicy, o kształcie od odwrotnie jajowatego do elipsoidalnego.

## Biologia i ekologia
Rośnie w lasach. Występuje na wysokości od 1300 do 2300 m n.p.m.